# Świat według Lema
Świat według Lema. Ze Stanisławem Lemem rozmawia Peter Swirski – zbiór wywiadów ze Stanisławem Lemem, które przeprowadził kanadyjski literaturoznawca Peter Swirski, wydany po raz pierwszy w języku polskim przez Stowarzyszenie Inicjatyw Wydawniczych w 2016 roku. Po angielsku wywiady ukazały się wcześniej w ramach książki A Stanislaw Lem Reader pod redakcją Swirskiego.
Pod nagłówkiem Świat według Lema pisarz publikował wcześniej felietony w Tygodniku Powszechnym.